# Кастиљиони (Сијена)
Кастиљиони је насеље у Италији у округу Сијена, региону Тоскана.
Према процени из 2011. у насељу је живело 187 становника. Насеље се налази на надморској висини од 166 м.